# 翼をください
- 翼をください[1]
- つばさをください[1]
- 翼を下さい

「翼をください」（つばさをください）は、作詞：山上路夫、作曲・編曲：村井邦彦による日本の楽曲。

## 背景
フォークグループの赤い鳥が、1971年2月5日にシングル『竹田の子守唄』のB面曲として発表した。1973年9月25日にはやまがたすみこが『あの日のことは やまがたすみこフォークアルバム第二集』の1曲としてカバーし、澄んだのびやかな歌声でこの曲のファンを増やした。
1976年以後、音楽教科書にもたびたび掲載されている。教科書出版社の教育芸術社の橋本祥路が教科書に収録して以来、合唱曲として有名となり、1970年代後半から学校教育の場でもよく採り上げられるようになっていた。そのため、日本国内では老若男女誰もが歌える愛唱歌である。
FIFAワールドカップフランス大会予選のUAE戦（1997年10月26日開催）からサッカー日本代表チームの応援歌として歌われるようになった。1998年にはこれに便乗する形で小宮悦子、川平慈英、山本シュウらによって結成された企画ユニット「ザ・つばさーず」が「翼をください」をレコーディングし、同年3月発売のミニアルバム『サッカー天国』に収録した。
1998年の長野オリンピックでは山本潤子版が、2021年の2020年東京オリンピック開会式ではスーザン・ボイルの英語詞版が流れた。
2007年には「日本の歌百選」に選出された。
カバーした歌手は国内と海外を合わせ数百人はくだらないだろうと村井は書いている。

## 制作
1970年に三重県志摩郡浜島町（現：志摩市）の「合歓の郷」（現・NEMU RESORT）で開かれたヤマハ主催のコンテスト『合歓ポピュラーフェスティバル'70』に出場する楽曲として作られ、メンバーがこの曲を提供されたのはレコーディングの2時間前であった。「希望」という詩を用意していた山上は、村井が曲を付けたところで、詩が負けているとして新しい詩を書き始め、4時間前にできたのが「翼をください」であった。

## バージョン違い
当曲の2番の歌詞は「今富とか〜」で始まるのが一般的だが、赤い鳥のシングルレコードではその部分の歌詞は省略されており、「子供の時〜」で始まっていた。TSU-BA-SAの「翼をください'90s」でも「今富とか〜」が省略されている。一方で『赤い鳥 コンプリート・コレクション』などに収録されている「第1回世界歌謡祭ライブ・バージョン」では「今富とか〜」が含まれている。
テレビなどで演奏するときは、1番の「今私の〜」と2番の「今富とか〜」を歌うかわりに、1番の「この背中に〜」と2番の「子供の時〜」を省略したりなどのバリエーションもあった。また後述するカバー・アーティストの中にも、2番の「今富とか〜」を省略して歌うアーティストが存在する。
前述した英語版「I WOULD GIVE YOU ANYTHING」（英訳詞：Gayle Caldwell）は1番・2番ともにAメロが1回のみである（日本語版は1 - 2回、また後に山本潤子が英語版を日本語版とともにセルフ・カバーしているが、このときは日本語版と同じメロディーのため、Aメロを2回歌っている）。
英語版はこの他にも、カノンが訳して歌った「Wings to Fly」などが存在するなど、数多くのバージョンが存在する。

## 記録
JASRAC（一般社団法人日本音楽著作権協会）の著作権使用料分配額（国内作品）ランキングでは、2012年度と2015年度の年間9位を獲得した。

## 赤い鳥のシングル

### 収録曲
- 全作曲：村井邦彦

1. 翼をください
作詞：山上路夫、編曲：赤い鳥・村井邦彦・川口真・瀬尾一三
2. 翼をください (シングル・ヴァージョン)
作詞：山上路夫、編曲：村井邦彦
3. I WOULD GIVE YOU ANYTHING (翼をください)
作詞：山上路夫、訳詞：Gayle Caldwell

## 山本潤子によるセルフカバー
「翼をください」（つばさをください）は、山本潤子の3枚目のシングル。1997年11月12日に東芝EMI / EASTWORLDから発売された。

### 背景
表題曲は、TBS系TV愛の劇場『風になりたい』主題歌に起用された。

### 記録
1998年1月時点で初回出荷枚数の10倍、2万5000枚（東芝EMI発表）を売り上げた。

### 収録曲
- 全作曲：村井邦彦、編曲：新川博

1. 翼をください
作詞：山上路夫
2. 翼をください (英語版) (I WOULD GIVE YOU ANYTHING)
作詞：山上路夫、訳詞：Gayle Caldwell
3. 翼をください (オリジナル・カラオケ)

## 紙ふうせん&フレンズによるセルフカバー
「翼をください」（つばさをください）は、フォークデュオである紙ふうせんが、1998年4月1日にSony Recordsから、『紙ふうせん&フレンズ』名義で発売されたシングル。

### 背景
表題曲は、財団法人日本サッカー協会 オフィシャル応援歌として起用された。
紙ふうせんは、1991年に『TSU-BA-SA』名義で発売した『ANGEL ON THE ROOF』に「翼をください'90s」として先行して発表している。

### 収録曲
| 全作詞: 山上路夫、全作曲: 村井邦彦、全編曲: 山本光男。 |                                        |           |            |                                                    |      |
| #                                                      | タイトル                               | 作詞      | 作曲・編曲 | コーラス                                           | 時間 |
| 1.                                                     | 「翼をください」                       | 山上路夫  | 村井邦彦   | 鈴木康博・渡辺真知子・西口美之・青木智美・加々美淳 | 5:02 |
| 2.                                                     | 「翼をください」(子供コーラス入り)     | 山上路夫  | 村井邦彦   | 神戸市立港島小学校コーラス部                       | 5:02 |
| 3.                                                     | 「翼をください」(オリジナル・カラオケ) | 山上路夫  | 村井邦彦   |                                                    | 5:02 |
| 合計時間:                                              | 合計時間:                              | 合計時間: | 15:06      |                                                    |      |

## 川村かおりによるカバー
「翼をください」（つばさをください）は、川村かおりの8枚目のシングル。

### 背景
表題曲は、フジテレビ系『邦ちゃんのやまだかつてないテレビ』挿入歌に起用された。

### チャート成績
オリコンチャートで週間5位を記録し、約28万枚のヒットとなった。

### 収録曲
- 全編曲：高橋研

1. 翼をください
作詞：山上路夫、作曲：村井邦彦
2. アイル・ビー・ゼア (Reach out I'll be there)
作詞・作曲：Brian Holland, Lamont Dozier, Eddie Holland、日本語詞：KAORI・高橋研

## “虹の翼2002”によるカバー
「翼をください」（つばさをください）は、2002年5月22日にドリーミュージックから、『“虹の翼2002”』名義で発売されたシングル。

### 背景
2002 FIFAワールドカップの日韓共催を機に開始した虹の翼プロジェクトの企画ユニット、“虹の翼2002”のシングル。サウンド・プロデューサーは宮原ジェフ、制作プロデュースは田村有宏貴が担当した。
“虹の翼2002”の参加アーティストは、小田和正、亀渕友香、GAKU-MC、倖田來未、高見沢俊彦、長渕剛、西田ひかる、藤井フミヤ、山本潤子など。
CD売上の純益金は、アフガニスタンの子供たちに贈るサッカーボールの購入資金に充てられる予定であったが、アフガニスタンの情勢悪化のため、サッカーボールの寄贈先がフィリピンとカンボジアに変更となった。

### 収録曲
1. 翼をください
作詞：山上路夫、作曲：村井邦彦
2. ナルゲル タルゴ (翼をください・韓国語バージョン)
3. I'd Wish for Wings (翼をください・英語ヴァージョン)

## カノンによるカバー

### 収録曲
1. Wings to Fly〜翼をください
作詞：山上路夫、英語詞：カノン、作曲：村井邦彦、編曲：カノン
  - NHK連続テレビ小説『ちりとてちん』挿入歌
2. 虹
作詞・作曲：カノン、編曲：北浦正尚
  - ゲーム『かんたん!たのしい!お菓子ナビDS』CMソング
3. 明日への鼓動
作詞・作曲：カノン、編曲：スパム春日井
4. Wings to Fly〜翼をください (INST)
5. 虹 (INST)
6. 明日への鼓動 (INST)

## ベッキー・クルーエルによるカバー

### 収録曲
| #         | タイトル                       | 作詞       | 作曲                    | 編曲                    | 時間  |
| --------- | ------------------------------ | ---------- | ----------------------- | ----------------------- | ----- |
| 1.        | 「翼をください」               | 山上路夫   | 村井邦彦                | 後藤康二                | 3:40  |
| 2.        | 「月のかけら」                 | 藤本ミツヤ | 藤本ミツヤ, Jess Bailey | 藤本ミツヤ, Jess Bailey | 4:01  |
| 3.        | 「翼をください」(Instrumental) |            |                         |                         | 3:40  |
| 4.        | 「月のかけら」(Instrumental)   |            |                         |                         | 3:58  |
| 合計時間: | 合計時間:                      | 合計時間:  | 合計時間:               | 合計時間:               | 15:19 |

| #  | タイトル         | 作詞 | 作曲・編曲 |
| -- | ---------------- | ---- | ---------- |
| 1. | 「翼をください」 |      |            |
| 2. | 「月のかけら」   |      |            |

### メディアでの使用
| # | 曲名             | タイアップ                                       | 出典   |
| - | ---------------- | ------------------------------------------------ | ------ |
| 1 | 「翼をください」 | テレビ東京系『アニソンぷらす』エンディングテーマ | [ 13 ] |

## その他カバー
- 赤い公園 - 『中京テレビ夏休みドラマスペシャル 生きてみたいもう一度～新宿バス放火事件』
- 秋川雅史 - 2011年、シングル「あすという日が」
- 新垣勉 - 2003年、アルバム『願い ～愛と平和の歌～』
- 杏 - 『耳をすませば』主題歌
- 市井紗耶香 with 中澤裕子 - アルバム『FOLK SONGS』ほか
- 岩佐美咲 - 『無人駅』（初回限定盤） 収録
- 歌心りえ - 2025年、アルバム『HEARTS』
- 岡平健治 - 2009年、アルバム『I LOVE GM』
- 小田和正
- 海上自衛隊東京音楽隊／三宅由佳莉 - 2013年8月発売のアルバム『祈り～未来への歌声』に収録。※ピアノ（2等海曹 太田紗和子）とのデュオ
- 海上自衛隊東京音楽隊 - 2013年11月発売のアルバム『遙かな海へ 』に収録。※ 吹奏楽、Voc:3等海曹 三宅由佳莉
- カバーソング・ドールズ - 2007年、アルバム『Cover Song Dolls』
- Campanella（ボーカル：霜月はるか）
- 木山裕策 - 2020年、アルバム『花 麗しき日本の愛唱歌』
- KAT
- 桑田佳祐 - ライブビデオ『平成三十年度! 第三回ひとり紅白歌合戦』収録
- 琴音 - 配信限定シングル
- 桜高軽音部（放課後ティータイム） - アニメ『けいおん!』第1期第1話挿入歌、およびシングル「ふわふわ時間」に収録されたロック調のもの
- 佐咲紗花 - アニメ『日常』第14話エンディングテーマ
- さだまさし - 2021年、アルバム『アオハル49.69』[14]
- ジェイソン・クーチャック
- 島津亜矢 - 2010年、アルバム『Singer』
- Susan Boyle -  英題は「Wings To Fly」。カノン訳の歌詞を使用
- スーザン・オズボーン - アルバム『和楽』『郷愁』ほか。訳詞者はJ.K.Buda
- Skoop On Somebody - 『a tomorrowsong』3曲目収録
- SMAP - ライブビデオ『SMAP 007 MOVIES〜Summer Minna Atsumare Party』収録
- ゼリ→
- 宗次郎 - 『日本のうた こころのうた 第五集』
- ダ・カーポ
- タニケン（谷本賢一郎） - 『うたの店長さん～タニケンのすてきな歌がそろっています Suteki Song Shop～もうすぐおべんとう』収録
- タンポポ児童合唱団 - 2008年発売『こどもと歌いたい!ファミリーヒットソング〜おしえて・花の子ルンルン・世界中の誰よりきっと〜』収録
- 鶴ヶ谷おつう（CV：川澄綾子）『オオカミさんと七人の仲間たち キャラクターソングアルバム オトギソングスBEST10』収録
- デューク・エイセス
- 徳永英明 - 2005年、アルバム『VOCALIST』
- NUM42 『PUNK MASH UP JAPAN!』『PUNK MASH UP THE BEST!』
- 羽生未来『けんたろうとミクのワイワイキッズ ミクのワイワイダンス3』
- 林原めぐみ - アニメ『ヱヴァンゲリヲン新劇場版:破』挿入歌。アルバム『ヱヴァンゲリヲン新劇場版:破 オリジナルサウンドトラック』収録
- 平原綾香 - 2005年、アルバム『From To』
- 福田沙紀 - 2006年、シングル「グッド・バイ・マイ・ラブ」
- ヘイリー・ウェステンラ - 英題は「Bless me with Wings」。英訳詞はヘイリー自身による
- Veil ∞ Lia & Aoi
- BABYMETAL - 『LIVE 〜LEGEND I、D、Z APOCALYPSE〜』収録
- 茉奈 佳奈 - 『ふたりうた2』収録
- 宮本浩次 - カバーアルバム『ROMANCE』（初回限定盤ボーナスCD） 収録
- ムック
- 村上“ポンタ”秀一 feat. ゆず - 『MY PLEASURE〜FEATURING GREATEST MUSICIANS〜』収録
- やまがたすみこ - 『やまがたすみこフォークアルバム第一集』収録
- 山田姉妹 - 『あなた 〜よみがえる青春のメロディー』収録
- YUI - MUSIC LOVERS2011 収録
- 由紀さおり・安田祥子
- 渡辺美里 - 2002年、シングル「やさしく歌って〜Killing me softly with his song〜」・アルバム『Cafe mocha 〜うたの木〜』
- Myuk - 同曲の作曲者・村井邦彦が設立した音楽出版社「アルファ・ミュージック」の創立55周年記念プロジェクト『ALFA55』にてカバー。アルファ・ミュージック公式YouTubeチャンネルで2024年2月21日に公開された[15]。
- 戦刃むくろ（豊口めぐみ）- TVアニメ『ダンガンロンパ3-The End of 希望ヶ峰学園-』7話 希望ヶ峰学園史上最大最悪の事件　挿入歌。